# 志賀光明
志賀 光明（しが みつあき、1991年9月16日 - ）は、日本の男子水球選手。兄の志賀諭も元水球日本代表で、その妻すなわち光明の義姉に当たる志賀美沙（旧姓小中）も水球女子日本代表。
2016年リオデジャネイロオリンピックに水球男子日本代表として出場するが、グループステージで敗退。